# Bere Gratis
Bere Gratis est un groupe roumain de pop rock, originaire de Bucarest. Les membres actuels sont : Mihai « Miţă » Georgescu (chant), Robert Anghelescu (claviers), Vlad Vedes (guitare), Nicu Avram (basse), Marian Saracu (batterie).

## Biographie
Bere Gratis est formé en 1998 par Mihai « Miţă » Georgescu (voix), Robert Anghelescu (claviers) et Marius Dobre (guitare), qui chantaient à cette époque dans le groupe Ghost. Ensemble avec Mihai « Magga » Suciu (batterie) et Marius Mirea (basse), ils créent un nouveau groupe qu'ils appellent Bere Gratis à la suggestion d'un ami, Alexandru Catona (Cato). L'anniversaire symbolique du groupe est le 20 septembre.
Au printemps 1999, Matei Damian-Ulmu remplace Marius Dobre à la guitare. Cea mai frumoasă fată et Ce mișto sont enregistrés au Magic Sound Studio (East & Art Production House) et sortis comme premier single du groupe. À l'été 1999, Ovidiu Hălmăgean (anciennement Genius) devient le producteur du groupe, le groupe enregistrant leur premier album au Studio Voices d'Iaşi entre novembre et décembre 1999.
Le printemps 2000 marque la signature de leur premier contrat avec Nova Music Entertainment, et la sortie de leur premier album De vânzare (25 mai 2000).
La chanson Ce mișto est plus tard diffusé en rotation sur les chaines de radio locale. Les chansons suivantes, Ultrafete et Curtea școlii sont promues à l'automne 2000. En 2001, de nouveaux changements interviennent dans la formation du groupe : avec Vlad Vedeş à la basse et Oliver Sterian à la batterie sort leur deuxième album intitulé Vino mai aproape, le 28 novembre 2001, un album par lequel Bere Gratis s'impose dans le paysage pop-rock roumain. Il comprend les singles Señor, señor, Vino mai aproape et Nebun (une chanson composée par Robert en 1996).  
En février 2002, Marian Saracu remplace Oliver Sterian à la batterie. À l'été 2002, le groupe se rend à Fribourg, en Suisse, où il enregistre (au Relief Studio) trois des albums suivants : La tine aș vrea să vin, Străzi albastre et Cineva mă iubește. Cristi Solomon rejoint le groupe à la production.
En novembre 2002 sort la chanson Străzi albastre, composée par Robert. Dans la première partie de l'année 2003 sort la nouvelle chanson La tine aș vrea să vin qui reste pendant des semaines dans le top 10 du Top 100 roumain.
Ils se produiront le 18 juin 2018 au Dragă Bistrița,.

## Discographie
- 2000 : De vânzare
- 2001 : Vino mai aproape
- 2003 : Acolo sus
- 2004 : Electrophonica (LP live)
- 2005 : Post Restant
- 2006 : Editie de buzuna (EP)
- 2007 : Where We Go/Rosy (EP, Relief Studio Fribourg, Suisse)
- 2007 : Revolutie de catifea
- 2009 : Vacanta la Roma (single)
- 2009 : Live X (LP live)
- 2010 : O colecție
- 2012 : În fața ta
- 2016 : Tonomatul de vise